# 京福電気鉄道北野線
北野線（きたのせん）は、京都府京都市北区の北野白梅町駅から右京区の帷子ノ辻駅までを結ぶ京福電気鉄道の軌道路線である。嵐山本線とともに嵐山線、通称嵐電（らんでん）と呼ばれる。駅ナンバリングで用いられる路線記号はB。
住宅街の中を走っているほか、沿線には名刹が多く駅名にもなっている。また、宇多野駅 - 鳴滝駅間の線路両側には桜並木があって桜のトンネルになっており、春の開花時には夜間ライトアップが行われる。全線が専用軌道である。

## 路線データ
- 路線距離（営業キロ）： 3.8 km
- 軌間： 1435mm
- 駅数： 10駅（起終点駅含む）
- 複線区間： 鳴滝 - 常盤間
- 電化区間： 全線電化（直流600V）
- 閉塞方式： 自動閉塞式
- 最高速度：40 km/h
- 混雑率：46%（2020年度：撮影所前駅→常盤駅間）[1]

## 運行形態
通常はすべて線内折り返し運転となっており、昼間は10分おきの運転である。早朝には、西院車庫からの出庫と送り込みを兼ねた嵐山本線西院発北野白梅町行きが2本のみ運行されている。かつては春・秋の観光シーズンの土曜・休日昼間時間帯に、線内定期列車を延長運転する形で北野白梅町駅 - 嵐山本線嵐山駅間直通の列車が運転されることがあったが、現在は運転されていない。通常は1両単行でワンマン運転を行っているが、観光シーズンには2両編成となり、乗客が車両間を乗り移れないため2両目前方の運転台にも乗務員が乗車して運賃収受を行う。
妙心寺駅、宇多野駅、撮影所前駅には行き違い設備がないが、単線の線路を挟んで上下方向別にホーム2面が設けられている。これは車両のドア操作上、常に運賃箱のある左側ドアを開けて乗降できるようにするためである。
それ以外の途中駅には行き違い設備があるが、通常ダイヤでは鳴滝駅と龍安寺駅のみで行き違いを行っている。ただし、常盤駅 - 鳴滝駅間は複線となっているため、北野白梅町行きが延着した場合など、タイミングによってはこの駅間で行き違いをすることもある。2023年8月26日のダイヤ改正より平日朝ラッシュ時は8分間隔の運転となり、常盤駅、御室仁和寺駅、等持院・立命館大学衣笠キャンパス前駅で行き違いを行う。また、龍安寺駅 - 等持院駅間の半分以上は複線分の用地が確保されているが、複線化は事実上頓挫している。

## 歴史
京都電燈により開業した。開業当初は北野天満宮の南側にあった北野駅が起点であったが、今出川通の拡幅工事に伴い、北野白梅町駅が起点となった。

### 年表
- 1925年（大正14年）11月3日 - 京都電燈が北野駅 - 高雄口駅（現・宇多野駅）間を開業。
- 1926年（大正15年）3月10日 - 高雄口駅 - 帷子ノ辻駅間が開業。嵐山本線と繋がる。
- 1929年（昭和4年）4月16日 - 御室駅 - 妙心寺駅間で正面衝突事故、運転士1名死亡。
- 1930年（昭和5年）頃 - 鳴滝駅 - 常盤駅間が複線化される（全線の複線化を目指していたが、計画は頓挫する）。
- 1942年（昭和17年）3月2日 - 京福電気鉄道に譲渡。
- 1943年（昭和18年）10月1日 - 白梅町駅開業。小松原駅休止。
- 1945年（昭和20年）6月4日 - 白梅町駅 - 等持院駅間の小松原駅廃止。
- 1958年（昭和33年）
  - 7月 - 北野駅 - 白梅町駅間を休止。
  - 9月16日 - 北野駅 - 白梅町駅間を廃止。白梅町駅を北野白梅町駅に改称。
- 1982年（昭和57年）1月9日 - ワンマン運転開始。
- 2002年（平成14年）7月1日 - 均一運賃化（大人200円、子供100円）。スルッとKANSAIを導入。
- 2007年（平成19年）3月19日 - 竜安寺道駅を龍安寺駅、御室駅を御室仁和寺駅、高雄口駅を宇多野駅に改称。また、北野線で試用されていた駅番号とラインカラーが正式に導入された。
- 2008年（平成20年）4月1日 - 帷子ノ辻駅・北野白梅町駅で発車メロディを導入。
- 2011年（平成23年）4月1日 - PiTaPaと自社専用の「らんでんカード」導入[4][5]。
- 2013年（平成25年）
  - 3月1日 - 嵐山本線と同時に優先座席にマタニティマークの掲出を開始[6]。
  - 3月23日 - 嵐山本線と同時に交通系ICカードの全国相互利用を開始[7]。
- 2016年（平成28年）4月1日 - 常盤駅 - 帷子ノ辻駅間に撮影所前駅が開業[8]。帷子ノ辻駅の北野線としての駅番号B1を廃止し、撮影所前駅の駅番号にB1を割当て[9]。
- 2020年（令和2年）3月20日 - 等持院駅を等持院・立命館大学衣笠キャンパス前駅に改称[10]。

## 駅一覧

### 現存区間
- 全駅京都府京都市内に所在。
- 線路 … ◇：単線区間（列車交換可能）、｜：単線区間（列車交換不可）、∨：ここより下は単線、∧：ここより下は複線

| 駅番号 | 駅名                                 | 駅間キロ | 営業キロ | 接続路線・備考                                                                 | 線路 | 所在地 |
| ------ | ------------------------------------ | -------- | -------- | ------------------------------------------------------------------------------ | ---- | ------ |
| B9     | 北野白梅町駅                         | -        | 0.0      |                                                                                | ｜   | 北区   |
| B8     | 等持院・立命館大学衣笠キャンパス前駅 | 0.7      | 0.7      | 旧駅名は等持院                                                                 | ◇    | 北区   |
| B7     | 龍安寺駅                             | 0.2      | 0.9      | 旧駅名は竜安寺道                                                               | ◇    | 右京区 |
| B6     | 妙心寺駅                             | 0.4      | 1.3      |                                                                                | ｜   | 右京区 |
| B5     | 御室仁和寺駅                         | 0.4      | 1.7      | 旧駅名は御室                                                                   | ◇    | 右京区 |
| B4     | 宇多野駅                             | 0.4      | 2.1      | 旧駅名は高雄口                                                                 | ｜   | 右京区 |
| B3     | 鳴滝駅                               | 0.5      | 2.6      |                                                                                | ∧    | 右京区 |
| B2     | 常盤駅                               | 0.3      | 2.9      |                                                                                | ∨    | 右京区 |
| B1     | 撮影所前駅                           | 0.6      | 3.5      | 西日本旅客鉄道： 山陰本線（嵯峨野線）（太秦駅:JR-E07）                         | ｜   | 右京区 |
| A8     | 帷子ノ辻駅                           | 0.3      | 3.8      | 京福電気鉄道： 嵐山本線 西日本旅客鉄道： 山陰本線（嵯峨野線）（太秦駅:JR-E07） | ∧    | 右京区 |

#### 現存区間の廃止駅
- 小松原駅（白梅町駅 - 等持院駅間）。1943年10月1日休止、1945年6月4日廃止。馬代通りとの交差付近にあった。

### 廃止区間
- 北野駅 - 白梅町駅（現・北野白梅町駅）1958年7月休止、同年9月16日廃止

## LRT「今出川線構想」
今出川通の北野白梅町と出町柳駅の間にLRT路線を建設し、この線と叡山電鉄叡山本線（叡電）とを含めて直通運転をさせる構想が1990年代末頃からある。京都市も検討を行っているが実現するかは不透明である。

## 嵐電ブラッシュ・アップ プロジェクト

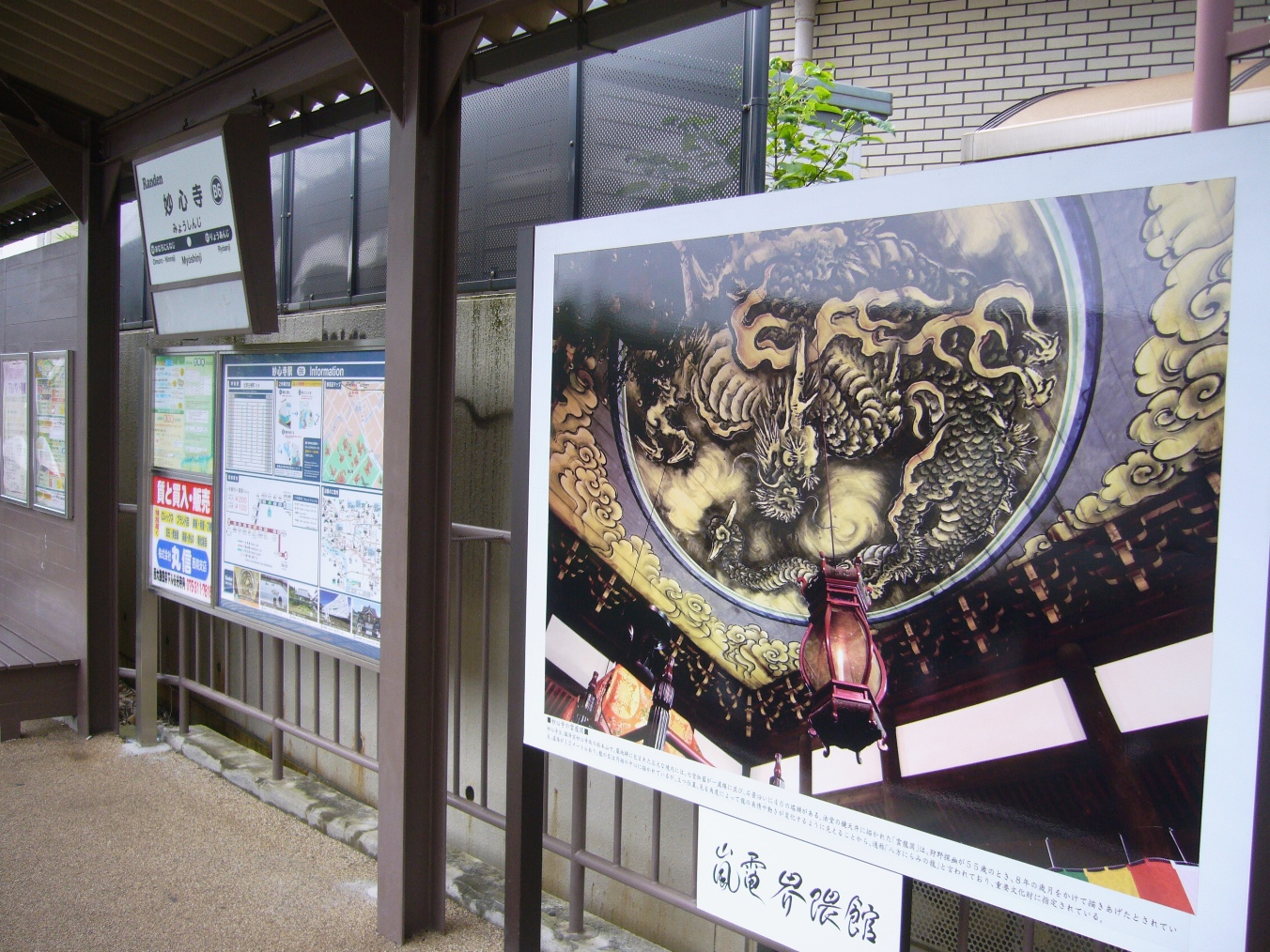
妙心寺駅に設置された「嵐電界隈館」や「集合案内板」

2006年度より、「嵐電ブラッシュ・アップ プロジェクト」として以下のような事業を行っている。
- 嵐山本線・北野線の名称を「嵐電」に統一（2007年3月19日）
- 観光名所の最寄駅など、7駅の名称の変更（2007年3月19日）
- 車内アナウンスへの観光案内の導入
- 各駅への集合案内板の新設
- 各駅のリニューアル

また、沿線に世界遺産や国宝を始めとする多くの観光地を有する嵐山本線・北野線では、これらに加えて以下のことが行われている。
嵐電界隈館
2006年10月に、まず北野線の両端の北野白梅町駅と帷子ノ辻駅を除く各駅に「嵐電界隈館」と称するその駅近辺の名所の大きな写真パネルが掲示された。続いて2007年9月には嵐山本線にも四条大宮駅・西大路三条駅・山ノ内駅を除く各駅に掲示された。上りホームか下りホームのいずれか片方に設置されていることが多いが、龍安寺駅と鹿王院駅は上下両方のホームに設置されている。カラー写真の作品だが、嵐山駅に掲示されたものだけは禅（天龍寺雲水）をテーマにしたモノクロ写真の連作となっている。この写真は写真家の森谷洋至の作品で、写真パネル脇に掲示されている「嵐電界隈館」の題字は書家の樋口華玄の筆による。
シンボルツリー
北野線の各駅には、2006年12月に帷子ノ辻駅を除く各駅にちなんだシンボルツリーや花壇などの植栽が行われている。シンボルツリーは木製の大型植木鉢に植えられていることが多いが、御室仁和寺駅と宇多野駅は地面に直植えされている。宇多野駅のモミジは以前から植えられていたものである。
その他
集合案内板は嵐電天神川駅開業（2008年3月）以前は北野線の各駅にしか掲示されていなかったが、嵐電天神川駅の開業に伴い、嵐山本線の各駅にも設置された。
駅名標は、以前は駅上屋に取り付けられているタイプと、ホームに2本足で立てられているタイプの2種類があったが、2007年3月19日のラインカラー正式導入時にホームに2本足で立てられているタイプのものはすべて撤去された。
| 駅名         | 「嵐電界隈館」テーマ | 「嵐電界隈館」設置場所 | シンボルツリー | シンボルツリーの由来                                                   |
| ------------ | -------------------- | ---------------------- | -------------- | ---------------------------------------------------------------------- |
| 北野線       |                      |                        |                |                                                                        |
| 北野白梅町駅 | 未設置               | 未設置                 | 白梅・カイノキ | 「学問の木」であり、北野天満宮にちなむ（ただし、まだ設置されていない） |
| 等持院駅     | 等持院の庭園         | 下りホーム             | フヨウ         | 等持院庭園の「芙蓉池」にちなむ                                         |
| 龍安寺駅     | 龍安寺の石庭         | 両側ホーム             | ユキヤナギ     | 龍安寺石庭白砂をイメージする白い花                                     |
| 妙心寺駅     | 妙心寺の雲龍図       | 上りホーム             | ナツツバキ     | 妙心寺塔頭東林院にちなむ                                               |
| 御室仁和寺駅 | 御室仁和寺二王門     | 下りホーム             | 御室サクラ     | 桜の名所・御室仁和寺にちなむ                                           |
| 宇多野駅     | 福王子神社の蟇股     | 上りホーム             | モミジ         | 紅葉の名所・高雄の入口にちなむ                                         |
| 鳴滝駅       | 鳴滝                 | 上りホーム             | ミツバツツジ   | 桜の後、鳴滝の山々に咲く                                               |
| 常盤駅       | 常盤                 | 下りホーム             | ハナズオウ     | 常盤御前にちなむ                                                       |
| 撮影所前駅   | 当時未開業           | 当時未開業             | 当時未開業     | 当時未開業                                                             |
| 帷子ノ辻駅   | 未設置               | 未設置                 | 未設置         | 未設置                                                                 |

## 桜のトンネル
画像はすべて、鳴滝 - 宇多野間で撮影。

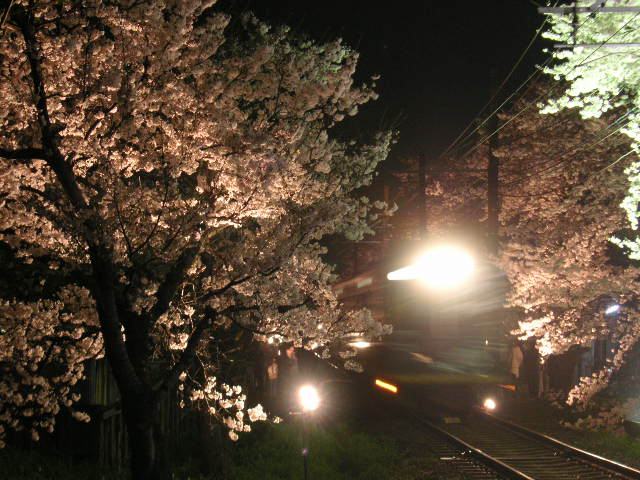
ライトアップされた桜と電車
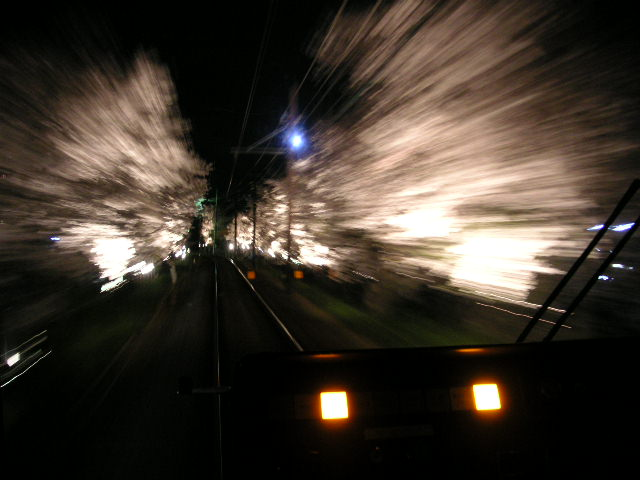
ライトアップされた中を走行中の車窓
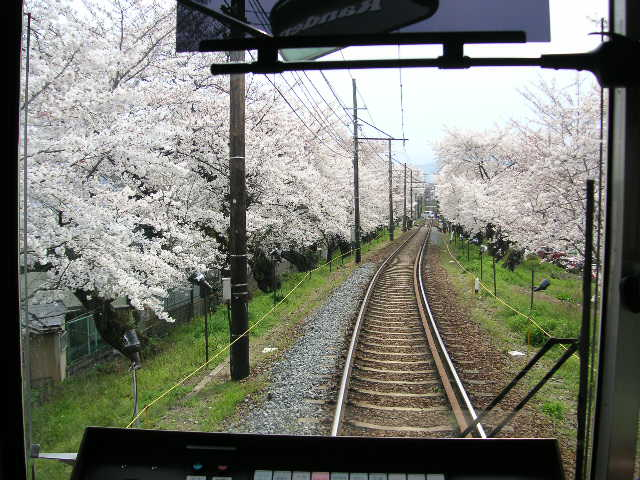
昼間の車窓